# フェロスール

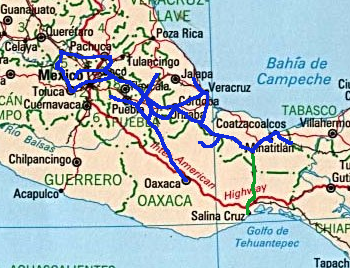
フェロスールの鉄道路線図。青い線で示した部分がフェロスールの自社路線、緑の線は通行権を持つ路線である。

フェロスール(Ferrosur, S.A. de C.V.)は、メキシコ合衆国の鉄道運営組織である。その名称はFerrocarril del Suresteすなわち「南東鉄道」の短縮形である。英訳であるSoutheast Rail Systemを略してSRSとも呼称される。リポーティングマークはFSRR。営業路線延長は2,093km。鉄道インフラは政府が保有しているが、それらの保守・管理はフェロスールの大きな役目である。

## 民営化の経緯
フェロスールは、メキシコの経済対策(運輸部門への財政支出抑制)の一環として行われたメキシコ国鉄の民営化の流れの中で、メキシコ南東部を受け持っていた南東鉄道の一部が民営化されたものである。当初は、南東鉄道を一括で民営化する計画であったが、テワンテペク地峡を横断する鉄道を国営として存置することとし、また落札した会社が購入を拒んだマヤ半島の鉄道を切り離したため、南東鉄道すべてがフェロスールに継承されることにはならなかった。フェロスールに継承されなかった鉄道は、それぞれその路線を必要とする鉱山会社などの支援により別会社が起こされ、継承された。
入札に際しては、メキシコ第二の建設会社であるトリバサ・グループ(Grupo Tribasa)を中心とするグループが落札した。計28億9,800万ペソ(約460億円)にのぼる落札資金の55％はトリバサ・グループが負担し、40％をメキシコの金融グループであるインブルサ・グループ(Grupo Financiero Inbursa)が、残る5％をアメリカの鉄道会社、オムニトラックスが負担した。

## フェロメックスとの関係
2005年3月、メキシコの巨大鉱山会社、グルポ・メヒコが、鉄道・運輸部門の子会社(74.99％)であるITM(Infrastructure y Transportes Mexico)の100％子会社、ITF(Infraestructura y Transportes Ferroviarios)を通じてグルポ・カルソ(Grupo Carso)とシンカ(Sinca)の保有するフェロスールの権益100％をITMの権益保有25％(3,260ドル)で買収した。
2006年末現在、フェロスールはITMの完全子会社であり、メキシコの最大の鉄道運営組織であるフェロメックスはやはりITMの子会社(74％。残る26％はアメリカのユニオン・パシフィック鉄道が保有)であるGFM(Grupo Ferroviario Mexico)の100％子会社である。つまり、フェロスールとフェロメックスは兄弟会社ならぬ「従兄弟会社」とでもいうべき関係となり、メキシコにある3大長距離鉄道会社のうち2社が、グルポ・メヒコの大きな影響下におかれることとなった。フェロメックスは、2006年2月1日以降、フェロスールの親会社であるITMとの統合を模索しているが、メキシコ政府は、この統合がなされると独占禁止法に反するとしている。